# Survivor Québec 2024
Vous êtes invité à donner votre avis sur cette page de discussion, de manière argumentée en vous aidant notamment des critères d’admissibilité ou en présentant des sources extérieures et sérieuses.  
Après avoir apposé le modèle {{Admissibilité}} sur une page, suivez les étapes expliquées sur Wikipédia:Débat d'admissibilité/Aide :
| 1. | Créez la page de débat d'admissibilité.                                                                      | Sauvegardez d’abord la page pour l’initialiser puis indiquez votre motivation.              |
| 2. | Important : ajoutez une entrée dans la section Débat d'admissibilité du jour.                                | Utilisez ce texte : *{{L\|Survivor Québec 2024}}                                            |
| 3. | Pensez à informer les contributeurs principaux de la page et les projets associés lorsque cela est possible. | Utilisez ce texte : {{subst:Avertissement débat d'admissibilité\|Survivor Québec 2024}}~~~~ |

  S
Vous pouvez aider à l'améliorer ou bien discuter des problèmes sur sa page de discussion.
- Il n'est pas vérifiable et peut contenir des informations totalement erronées. Il est fortement conseillé aux contributeurs d'étayer son contenu par des sources fiables. Sans cela, sa suppression pourrait être envisagée. (si vous venez d'apposer le bandeau, veuillez cliquer sur ce lien pour créer la discussion et en afficher les indications). (Marqué depuis janvier 2025)
- Il peut contenir un travail inédit ou des déclarations non vérifiées. Vous pouvez l’améliorer en ajoutant des références. (Marqué depuis janvier 2025)

- Archive Wikiwix
- Bing
- Cairn
- DuckDuckGo
- E. Universalis
- Gallica
- Google
- G. Books
- G. News
- G. Scholar
- Persée
- Qwant
- (zh) Baidu
- (ru) Yandex
- (wd) trouver des œuvres sur Wikidata

Vous pouvez aider à l'améliorer ou bien discuter des problèmes sur sa page de discussion.
- Il ne cite pas suffisamment ses sources. Vous pouvez indiquer les passages à sourcer avec {{référence nécessaire}} ou {{Référence souhaitée}}, et inclure les références utiles en les liant aux notes de bas de page. (Marqué depuis janvier 2025)
- Son texte doit être wikifié : il ne correspond pas à la mise en forme Wikipédia (style, typographie, liens internes, liens entre les wikis, etc.). (Marqué depuis mai 2024)

- Archive Wikiwix
- Bing
- Cairn
- DuckDuckGo
- E. Universalis
- Gallica
- Google
- G. Books
- G. News
- G. Scholar
- Persée
- Qwant
- (zh) Baidu
- (ru) Yandex
- (wd) trouver des œuvres sur Wikidata

 (mai 2024).
Chronologie
Survivor Québec 2023 À déterminer
Survivor Québec 2024 est la deuxième saison de l'adaptation québécoise de la célèbre télé-réalité[non neutre] Survivor. 20 candidats, séparés en deux tribus de dix, s'affrontent pour survivre et éviter l'élimination. Après 42 jours, l'un d'entre eux sera couronné l'unique Survivant et remportera le grand prix de 100 000 CAD. La saison est animée par Patrice Bélanger et diffusée sur Noovo. Une deuxième partie, Survivor en prolongation, est animée par Benoît Gagnon et est diffusée directement après l'épisode du dimanche, également sur Noovo.

## Candidats
| Candidat                                        | Tribu     | Tribu                 | Tribu                | Tribu                               | Finalité                                                                | Finalité                                                               |
| Candidat                                        | Originale | Échange               | Remaniement          | Fusion                              | Jeu principal                                                           | Exil                                                                   |
| ----------------------------------------------- | --------- | --------------------- | -------------------- | ----------------------------------- | ----------------------------------------------------------------------- | ---------------------------------------------------------------------- |
| Anabelle Hébert 35 ans, Shippagan               | Bayani    |                       |                      |                                     | Évacuée au jour 2                                                       |                                                                        |
| Marie-Noëlle Aubé 46 ans, Blainville ,Québec    | Nawa      | 1re évincée au jour 2 |                      |                                     |                                                                         |                                                                        |
| Caroline Landry 59 ans, Lac-Beauport            | Nawa      | 2e évincée au jour 5  |                      |                                     |                                                                         |                                                                        |
| Charly Clais 31 ans, Montréal                   | Bayani    | Abandon au jour 6     |                      |                                     |                                                                         |                                                                        |
| Olivier Corneau 33 ans, Jonquière               | Bayani    | Bayani                | 3e évincé au jour 10 |                                     |                                                                         |                                                                        |
| Raphaël Merrette 26 ans, Sainte-Thérèse         | Bayani    | Bayani                | 5e évincé au jour 14 | Abandon au jour 20 sur l’Exil       |                                                                         |                                                                        |
| Dominic Simard 29 ans, Québec                   | Nawa      | Nawa                  | Nawa                 | Éliminé au jour 17 - Pige de roches | Défaite à l’affrontement des joueurs de l’Exil                          |                                                                        |
| Gwladys Breault 46 ans, Montréal                | Nawa      | Nawa                  | Nawa                 | 6e évincée au jour 20               | Défaite à l’affrontement des joueurs de l’Exil                          |                                                                        |
| Desneiges Paquin 32 ans, Montréal               | Nawa      | Bayani                | Nawa                 | 7e évincée au jour 21               | Défaite à l’affrontement des joueurs de l’Exil                          |                                                                        |
| Jean-Michel Robichaud 32 ans, Moncton           | Nawa      | Nawa                  | Bayani               | Dalawa                              | 8e évincé au jour 25 - 1er membre du jury                               |                                                                        |
| Audrey Morissette 36 ans, Blainville            | Bayani    | Bayani                | Nawa                 | Dalawa                              | 4e évincée au jour 13 ~ 9e évincée au jour 26 - 2e membre du jury       | Victoire à l’affrontement des joueurs de l’Exil - Retournée au jour 24 |
| André Savard 65 ans, Mirabel                    | Bayani    | Bayani                |                      | Dalawa                              |                                                                         |                                                                        |
| Déborah De Braekeleer 39 ans, Saint-Hyacinthe   | Bayani    | Bayani                | Bayani               | Dalawa                              | 14e évincée, 7e membre du jury                                          |                                                                        |
| Erick Bock 43 ans, Saint-Hippolyte              | Nawa      | Nawa                  | Bayani               | Dalawa                              | 13e évincé, 6e membre du jury                                           |                                                                        |
| Florence Vachon 24 ans, Saint-Georges-de-Beauce | Bayani    | Bayani                | Nawa                 | Dalawa                              | 11e évincée jour 32 suite au challenge contre andré. 4e membre du jury. |                                                                        |
| Ghyslain Octeau-Piché 29 ans, Vaudreuil-Dorion  | Nawa      | Nawa                  | Bayani               | Dalawa                              | Grand gagnant de la saison 2024                                         |                                                                        |
| Kassandre Bastarache 33 ans, Trois-Rivières     | Nawa      | Nawa                  | Bayani               | Dalawa                              |                                                                         |                                                                        |
| Marilou Côté-Noël 27 ans, Montréal              | Bayani    | Bayani                | Nawa                 | Dalawa                              | 10e évincée au jour 31. 3e membre du jury                               |                                                                        |
| Nabil Elbied 29 ans, Châteauguay                | Nawa      | Nawa                  | Bayani               | Dalawa                              | 15e évincé, 8e membre du jury                                           |                                                                        |
| Sébastien D’Astous 47 ans, Amos                 | Bayani    | Bayani                | Bayani               | Dalawa                              | 12e evincé, 5e membre du jury                                           |                                                                        |